# أولاد افطيس (مطران)
أولاد افطيس هي إحدى مشيخات المملكة المغربية، تتبع جغرافيا لإقليم سيدي بنور وإداريًا لمطران. يقدر عدد سكانها بـ 3795 نسمة حسب الإحصاء الرسمي للسكان والسكنى لسنة 2004.